# Aeropuerto de Asosa
El Aeropuerto de Asosa (IATA: ASO, OACI: HASO) es un aeropuerto que sirve Asosa, la capital de la Región Benishangul - Gumuz occidental en el país africano de Etiopía. El nombre de la ciudad y el aeropuerto también puede ser transcrito como Assosa. El aeropuerto está situado a 5,5 km (3,4 millas ) al sureste de la ciudad. 
El aeropuerto se encuentra a una altitud de 1.561 metros ( 5.121 pies) sobre el nivel medio del mar. Se ha designado una pista como 11/29, con una superficie de asfalto que mide 1950 por 46 metros ( 6.398 pies x 151 pies).